# 蒙古蒿
蒙古蒿（学名：Artemisia mongolica）是菊科蒿属的植物。分布于朝鲜、台湾岛、日本、蒙古、俄罗斯以及中国大陆的辽宁、吉林、广东、山西、安徽、河北、甘肃、宁夏、江苏、四川、新疆、江西、青海、湖北、内蒙古、福建、贵州、湖南、河南、山东、陕西、黑龙江等地，生长于海拔510米至3,500米的地区，多生于低海拔地区的山坡、河湖岸边、灌丛中及路旁等，目前尚未由人工引种栽培。
种名mongolica意为蒙古的。

## 别名
蒙蒿（北京植物志），狭叶蒿（江苏），狼尾蒿、水红蒿（辽宁），“蒙古-沙里尔日”（蒙语名）